# Каснаково
Каснаково (болг. Каснаково) — село в Болгарии. Находится в Хасковской области, входит в общину Димитровград. Население составляет 394 человека.

## Политическая ситуация
В местном кметстве Каснаково, в состав которого входит Каснаково, должность кмета (старосты) исполняет Милан Стойчев Славов (независимый) по результатам выборов правления кметства.
Кмет (мэр) общины Димитровград — Стефан Димитров Димитров (коалиция партий: Союз свободной демократии (ССД), Земледельческий народный союз (ЗНС), Болгарская рабочая социал-демократическая партия (БСДП), «Новые лидеры» (НЛ)) по результатам выборов в правление общины.